# Iwan Kasiak
Iwan Kasiak, biał. Іван Касяк (ur. 1 listopada 1909 r. we wsi Hory w powiecie wilejskim w Rosji, zm. 13 marca 1989 r. w Chicago) – białoruski pisarz i działacz niepodległościowy, kierownik okręgowy Białoruskiej Centralnej Rady w Głębokiem podczas II wojny światowej
Ukończył gimnazjum białoruskie w Wilnie. W tym okresie zaangażował się w działalność białoruskiego ruchu komunistycznego. Następnie studiował na Uniwersytecie Stefana Batorego w Wilnie. Działał w Białoruskim Związku Studenckim i Towarzystwie Szkoły Białoruskiej. W 1932 r. za działalność komunistyczną został wydalony ze studiów i skazany na karę 2 lat więzienia. Po wyjściu na wolność podjął studia na politechnice we Lwowie, którą ukończył w 1941 r. Jednocześnie był działaczem komsomołu. Po ataku wojsk niemieckich na ZSRR 22 czerwca tego roku, podjął współpracę z okupantami. Do 1943 r. pracował w generalnym komisariacie w Mińsku. Jednocześnie był kierownikiem oddziału kultury Białoruskiej Samopomocy Ludowej, a jednocześnie jej przedstawicielem w Wilejce. Opowiadał się za niezależnością białoruskiej cerkwi prawosławnej. Stąd w 1942 r. był jednym z inicjatorów zwołania Soboru Cerkiewnego w okupowanym Mińsku. Na pocz. 1944 r. objął funkcję kierownika okręgowego Białoruskiej Centralnej Rady w Głębokiem. 27 czerwca tego roku został wybrany zastępcą przewodniczącego II Kongresu Wszechbiałoruskiego w Mińsku. Po zakończeniu obrad ewakuował się do Niemiec, gdzie mieszkał kilka lat po wojnie. W 1949 r. wyjechał do USA. Od 1957 r. aż do śmierci stał na czele Białoruskiego Komitetu Kongresowego Ameryki. Jednocześnie był członkiem Białoruskiej Centralnej Rady na uchodźstwie i działaczem Białoruskiej Autokefalicznej Cerkwi Prawosławnej. Działał też w różnych emigracyjnych organizacjach białoruskich. Napisał wraz z Jazepem Najdziukiem książkę pt. „Biełaruś uczora i siańnia”. Był również autorem 2 części podręcznika historii pt. „Biełaruś uczora i siańnia – Druhaja Suświetnaja wajna i pawajenny czas”.